# 大泊駅 (樺太)
大泊駅（おおどまりえき）は、かつて樺太大泊郡大泊町に存在した鉄道省樺太東線の駅である。現在はロシア鉄道極東鉄道支社サハリン地域部のコルサコフ駅（ст. Корсаков）である。樺太拓殖鉄道の大泊駅は当駅から約2km東に存在した。
現状に関しては、サハリン州およびサハリンの鉄道の項目も参照のこと。

## 概要
1908年（明治41年）6月に栄町駅（初代）として開業。休止の時期を挟んで1916年（大正5年）7月、改称により大泊駅（2代目）となった。1928年（昭和3年）12月には稚泊連絡船が就航していた大泊港駅とつながった。
戦後の1946年2月、豊原（同年6月、ユジノサハリンスクに改称）に設置されたソ連運輸通信省南サハリン鉄道局に編入され、のち地名の改称に合わせて駅名をコルサコフに改称した。 
現在はコルサコフ港で陸揚げされた貨物を取り扱っているほか、島内各地着発の5トンコンテナの発送および受け取りを取り扱っている。旅客についてはかつて、Д2系気動車によるユジノサハリンスク - トマリ間の長距離列車が延長運転する形で当駅を発着（2007年から2009年まで一時中止）していたが、2011年に延長運転が再度中止されて以降は、当駅より約1.3kmコルサコフ港寄りの市街地中心部に面したピャーチ・ウグロフ駅とユジノサハリンスク駅の間で運転されている近郊列車のみが停車している。

## 歴史
- 1908年（明治41年）6月1日 - 樺太庁鉄道東海岸線当駅 - 楠渓町間(1.3km)の延伸開業により、栄町駅（さかえまち）として設置[1][2]。当時は600mm軌間であった。
- 1910年（明治43年）12月1日 - 1,067mm軌間への改軌工事完成。
- 1912年（明治45年）1月21日 - 休止[2]。
- 1912年（大正元年）12月10日 - 栄町駅として再開業[2]。
- 1916年（大正5年）7月14日 - 大泊駅（2代）に改称[3][2]。
- 1923年（大正12年）5月1日 - 北海道・稚内駅との間に稚泊連絡船が就航。
- 1928年（昭和3年）12月5日 - 当駅 - 大泊港駅間延伸開業。
- 1929年（昭和4年）12月7日 - 当駅の位置が楠渓町方に約900m移転[2]。
- 1943年（昭和18年）4月1日 - 南樺太の内地化にともない、鉄道省（国有鉄道）に編入。
- 1945年（昭和20年）8月 - ソ連軍が南樺太へ侵攻、占領し、駅も含め全線がソ連軍に接収される。
- 1946年（昭和21年）
  - 2月1日 - 「国有鉄道線路名称」の「樺太線の部」削除により書類上廃止。
  - 4月1日 - ソ連運輸通信省南サハリン鉄道局発足にともないソ連国鉄に編入される。地名改称に伴いコルサコフに改称。
- 2011年 - 長距離近郊列車121・122列車（コルサコフ - トマリ）の運行区間短縮（ユジノサハリンスク - トマリ）に伴い、当駅始発・終着の旅客列車消滅。

## 現在の駅構造
単式ホームを有する地上駅。駅舎が設けられているが基本的に乗客には解放されておらず、直接ホームに入る構造である。輸送担当の駅員は配置されているが、営業面では駅員無配置である。

## 旅客列車運行状況

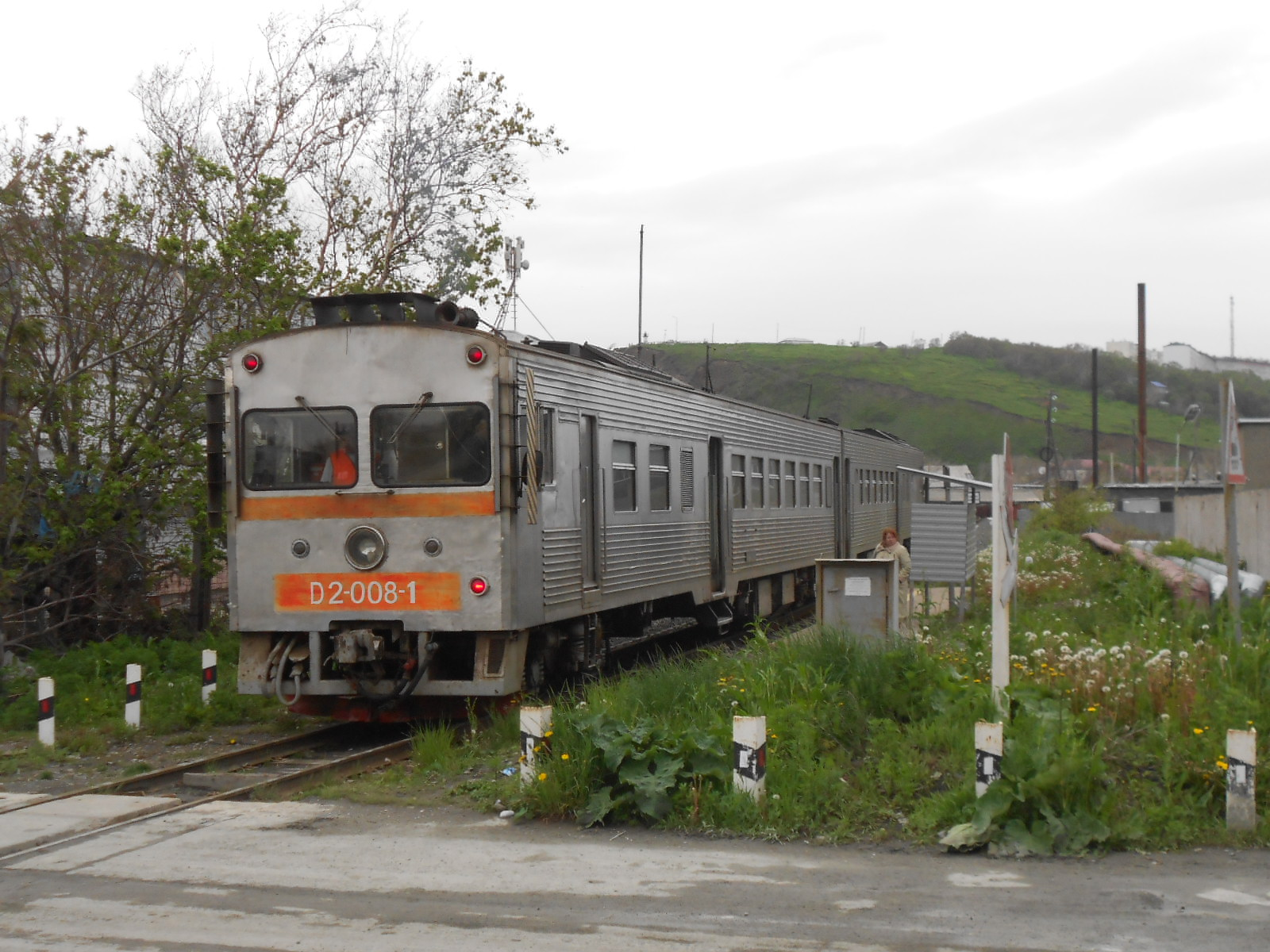
当駅に代わって旅客列車の始発駅となっているピャーチ・ウグロフ乗降場（2016年）

### 1944年当時[4]
- 大泊港駅発着は1往復、敷香駅発着の夜行列車であった。
- 大泊駅発着は6往復であった。
  - 下りは、落合駅行き2本と上敷香駅行きと敷香駅行き、白浦駅行きと豊原駅行きが各1本であった。
  - 上りは落合駅発2本と白浦駅発、知取駅発、上敷香駅発と豊原駅発が各1本であった。

### 現在
- ピャーチ・ウグロフ - ユジノサハリンスク間の近郊列車（Д2系気動車列車、ユジノサハリンスク方面3本・ピャーチ・ウグロフ方面1本）が平日のみ停車する。

## 駅周辺

### 日本統治時代
- 大泊町役場
- 樺太庁大泊中学校
- 樺太庁大泊高等女学校
- 樺太銀行
- 神楽ヶ岡公園
- 亜庭神社

## 隣の駅

### 日本統治時代
鉄道省樺太鉄道局
樺太東線
栄町駅 - 大泊駅 - 楠渓町駅

### 現在
ロシア鉄道極東鉄道支社サハリン地域部
コルサコフ-ノグリキ線
エレクトリーチカ（各駅停車）
プリスターニ駅 - コルサコフ駅 -　スターリーヴァクサール駅
エレクトリーチカ（6017列車）
ピャーチ・ウグロフ駅 - コルサコフ駅 - ペダガギーチスチーインスチトゥート駅